# 11428 Alcinoös
A 11428 Alcinoos (ideiglenes jelöléssel 4139 P-L) egy kisbolygó a Naprendszerben. Cornelis Johannes van Houten,  Ingrid van Houten-Groeneveld és Tom Gehrels fedezte fel 1960. szeptember 24-én.